# Segismundo Casado
Segismundo Casado   (Segòvia, 10 d'octubre de 1893 - Madrid, 18 de desembre de 1968), va ser un militar espanyol que va tenir especial protagonisme durant l'etapa final de la Guerra Civil espanyola, ja que el 5 de març de 1939 va encapçalar el cop d'estat en la zona republicana que va derrocar al govern del socialista radical Juan Negrín constituint a continuació al costat de socialistes moderats com Julian Besteiro, republicans d'esquerra i els sectors llibertaris el Consell Nacional de Defensa que va posar fi a la resistència del bàndol republicà en rendir-se a Francisco Franco les tropes del qual van poder ocupar la regió Centro-Sud, l'últim territori que quedava sota l'autoritat de la Segona República, sense combatre, posant fi així l'1 d'abril de 1939 a la Guerra Civil espanyola.

## Biografia
Fill de militar, va ingressar als quinze anys en l'Acadèmia de Cavalleria de Valladolid. Era membre de la francmaçoneria.
Va cursar els estudis d'Estat Major i va participar en la campanya del Marroc amb el grau de capità. Ascendit a comandant va ser nomenat Cap de l'Escorta del President de la República el 1935, càrrec que ostentava quan va esclatar la guerra civil.

### Guerra Civil
El 20 d'agost de 1936 va cessar com a cap de l'escorta presidencial i a principis d'octubre va ser nomenat Cap d'Operacions de l'Estat Major. Posteriorment va ser director de l'Escola d'Estat Major i Inspector General de Cavalleria.
El setembre del 1936 havia estat ascendit a tinent coronel. Entre octubre i novembre de 1936 es va encarregar d'entrenar i organitzar les Brigades Mixtes de l'Exèrcit Popular de la República. Va participar en la defensa de Madrid, en la batalla del Jarama i en la batalla de Brunete.
Quan es va formar el primer govern del socialista Juan Negrín després dels fets de maig de 1937, el nou ministre de Defensa, el també socialista Indalecio Prieto, el va elevar a llocs més decisius. Bon organitzador i capaç d'imposar la disciplina era "el tipus de militar que desitjava Prieto per culminar la reorganització de l'Exèrcit republicà" perquè se semblés el màxim possible a un exèrcit regular. Així va ser designat un dels comandaments de la batalla de Belchite i a principis d'abril de 1938 va ser nomenat Cap de l'Exèrcit d'Andalusia.
Quan es va produir la crisi de març-abril de 1938 al govern republicà a conseqüència de la derrota de la batalla de Terol i el posterior esfondrament del front d'Aragó que portaria els "nacionals" a tallar en dos la zona republicana quan van aconseguir el mar Mediterrani per Vinaròs, el tinent coronel Casado es va posar del costat del ministre de Defensa Indalecio Prieto, que pensava que la guerra estava perduda per a la República i que hi calia buscar una sortida negociada. A més també va donar suport a Prieto en la seva oposició al "proselitisme comunista" en el si de l'Exèrcit Popular i a l'ascens de militars, sobretot d'origen milicià, lligats al Partit Comunista d'Espanya, una idea que era compartida per bona part dels militars republicans professionals. Després de la sortida de Prieto del govern i malgrat el seu alineament amb ell, el president Negrín va nomenar Casado al maig de 1938, recentment ascendit a coronel, Cap de l'Exèrcit del Centre, la unitat militar més important de la zona Centro-Sud. Però no per això Casado va abandonar el seu arrelat anticomunisme, convençut que Negrín i els comunistes, que després de la crisi de març-abril de 1938 constituïen el principal suport del president del govern, eren els impediments fonamentals per aconseguir un acord amb el "Generalíssim" Franco, a la manera de l'abraçada de Bergara que un segle abans havia posat fi a la primera guerra carlista.
Després del nou fracàs republicà de la batalla de l'Ebre al novembre de 1938 i la posterior caiguda de Catalunya, el coronel Casado es va reafirmar en la idea que "entre militars arribarem a entendre'ns" i va iniciar els contactes amb la cinquena columna franquista a Madrid per negociar la rendició republicana, encara que era plenament conscient que per aconseguir aquest objectiu prèviament havia de desallotjar del poder Negrín i els comunistes que seguien apostant pel "resistir és vèncer".
Així doncs, Casado estava convençut que la guerra estava perduda i que era inútil prosseguir la lluita fins al final amb el consegüent sacrifici de civils i soldats –creia que la guerra continuava en benefici de la Unió Soviètica–. El 5 de març de 1939, Casado, sota el fals pretext que el president Negrín estava planejant la presa del poder pel PCE, va conduir un cop d'estat contra el govern republicà, comptant amb el suport dels partits republicans, de la facció "antinegrinista" del Partit Socialista Obrer Espanyol, liderada per Julián Besteiro, dels desil·lusionats capdavanters anarquistes, així com dels caps no comunistes de l'Exèrcit Popular Republicà.

#### Cop de Casado

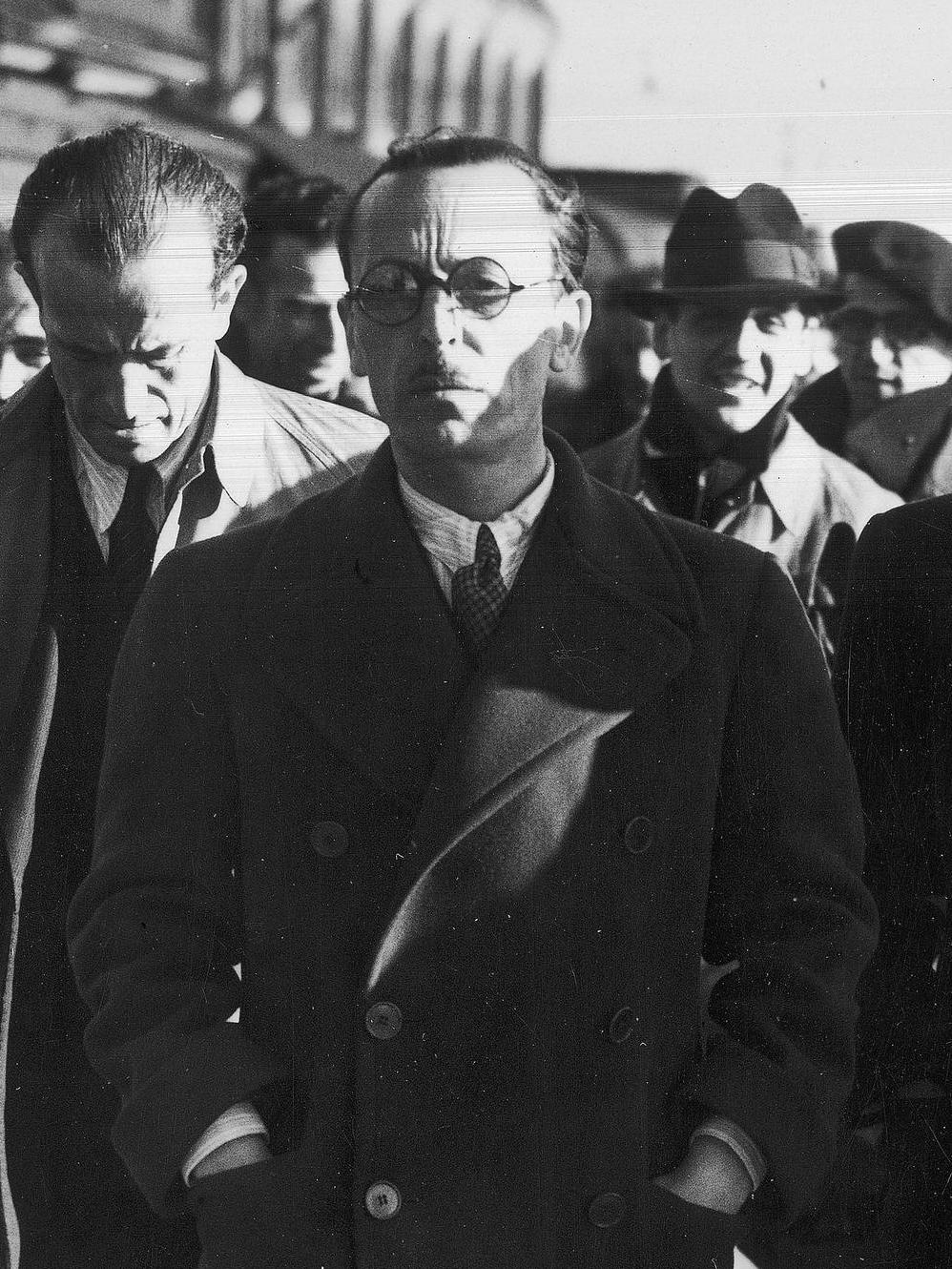
Casado arriba a l'exili en el Regne Unit.

Així, en la nit del 5 al 6 de març de 1939 Casado crea en Madrid el Consell Nacional de Defensa, presidit pel general José Miaja. Per la seva banda el govern de Negrín, que estava reunit en la Posició Yuste propera a la localitat alacantina d'Elda, va decidir escapar a França per temor a ser capturat per les forces "casadistas". A Madrid els comunistes van mobilitzar les unitats militars que els eren lleials per fer fracassar el cop, però el Cos d'Exèrcit dirigit per l'anarquista Cipriano Mera, compromès amb Casado, va aconseguir derrotar-los. El 12 de març els "casadistas" eren els amos de la capital. Un dels oficials que havia encapçalat la resistència comunista, el comandant Barceló, va ser afusellat.
El cop de Casado va ser justificat pel periòdic El Socialista controlat pels socialista "antinegrinistas" com "una victòria que impedia que l'Espanya republicana es convertís en una colònia soviètica". El Consell Nacional de Defensa –presidit pel general Miaja i del que també formava part Julián Besteiro– va voler negociar amb Franco la rendició sobretot per evitar les represàlies contra els que havien lluitat en el bàndol republicà però no va obtenir cap resultat, ja que el govern de Burgos només va acceptar la rendició incondicional, com ja havia posat de manifest la Llei de Responsabilitats Polítiques, promulgada abans del cop, i que per tant ja coneixien Casado i els seus seguidors abans de fer el cop, que criminalitzava en la pràctica a tots els partidaris del Front Popular i als que haguessin servit la República durant la guerra i abans (des de l'1 d'octubre de 1934). A la fi de març de 1939, les tropes del "Generalíssim" Franco van ocupar Madrid i la resta de l'últim territori republicà, la zona centre-sud, sense trobar resistència.

### Exili i retorn
Davant la imminent entrada de les tropes revoltades a Madrid, Segismundo Casado va partir cap a València, i des del port de Gandia va partir en un buc britànic cap a l'exili a Marsella (França), no sense abans convèncer milers de refugiats que marxessin a Alacant, on, suposadament, els recollirien vaixells anglesos; això en provocaria la mort de molts a les mans dels nacionals. Posteriorment, a la darreria de 1939 es va exiliar a Gran Bretanya sense poder reunir-se amb la seva família fins al 1951, quan va partir a Veneçuela, i després es va establir a Colòmbia.
Casado va tornar a Espanya amb la seva família el 1961. Va ser jutjat i posteriorment absolt per un consell de guerra, irònicament sota el delicte de «rebel·lió militar». Va intentar que se li reconegués el grau militar previ a la Guerra Civil espanyola i que se li permetés el reingrés en l'exèrcit, però no ho va aconseguir. Rebutjat pel franquisme per haver servit voluntàriament la causa republicana, Casado tampoc va gaudir de simpaties entre l'exili republicà a causa del seu cop d'estat i la seva negativa durant la contesa a adherir-se a algun dels partits de l'antic Front Popular. Va morir d'un atac cardíac a un hospital madrileny. Tan sols una escarida nota a la premsa espanyola en va donar notícia.

## Obres
- Organización del Ejército francés (1931),
- The Last Days of Madrid (publicat a Londres el 1939)
- Así cayó Madrid sus memorias, (publicadas a Espanya el 1968, amb correccions de la censura franquista).